# Decorazione per beneficenza
La Decorazione per beneficenza (in russo Знак отличия «За благодеяние»?, Znak otličija «Za blagodejanie») è una decorazione statale della Federazione Russa.

## Storia
La decorazione è stata istituita il 3 maggio 2012.

## Assegnazione
La medaglia è assegnata:
- per sforzi significativi per sostenere orfanotrofi, case di riposo, ospizi o strutture sanitarie in Russia;
- per lavori pubblici volti a migliorare il livello della moralità e della tolleranza nella società, la promozione dei valori umani e dei diritti umani, e la lotta contro la diffusione di malattie e delle abitudini pericolose;
- per contributi allo sviluppo della scienza, della cultura, dell'istruzione e della sanità;
- per l'assistenza alle organizzazioni non governative o religiose con attività socialmente rilevanti;
- per sforzi volti a rafforzare l'istituzione del matrimonio e della famiglia.

## Insegne
- La medaglia è in argento dorato, Nel dritto raffigura un pellicano che nutre i suoi piccoli, lo sfondo è smaltato di blu. L'immagine è circondata da una corona di quercia d'oro. Il rovescio reca l'iscrizione "ЗА БЛАГОДЕЯНИЕ" ("PER BENEFICENZA") e il numero del premio.
- Il nastro è blu con due sottili strisce gialle sui bordi.